# Hipergigante amarilla

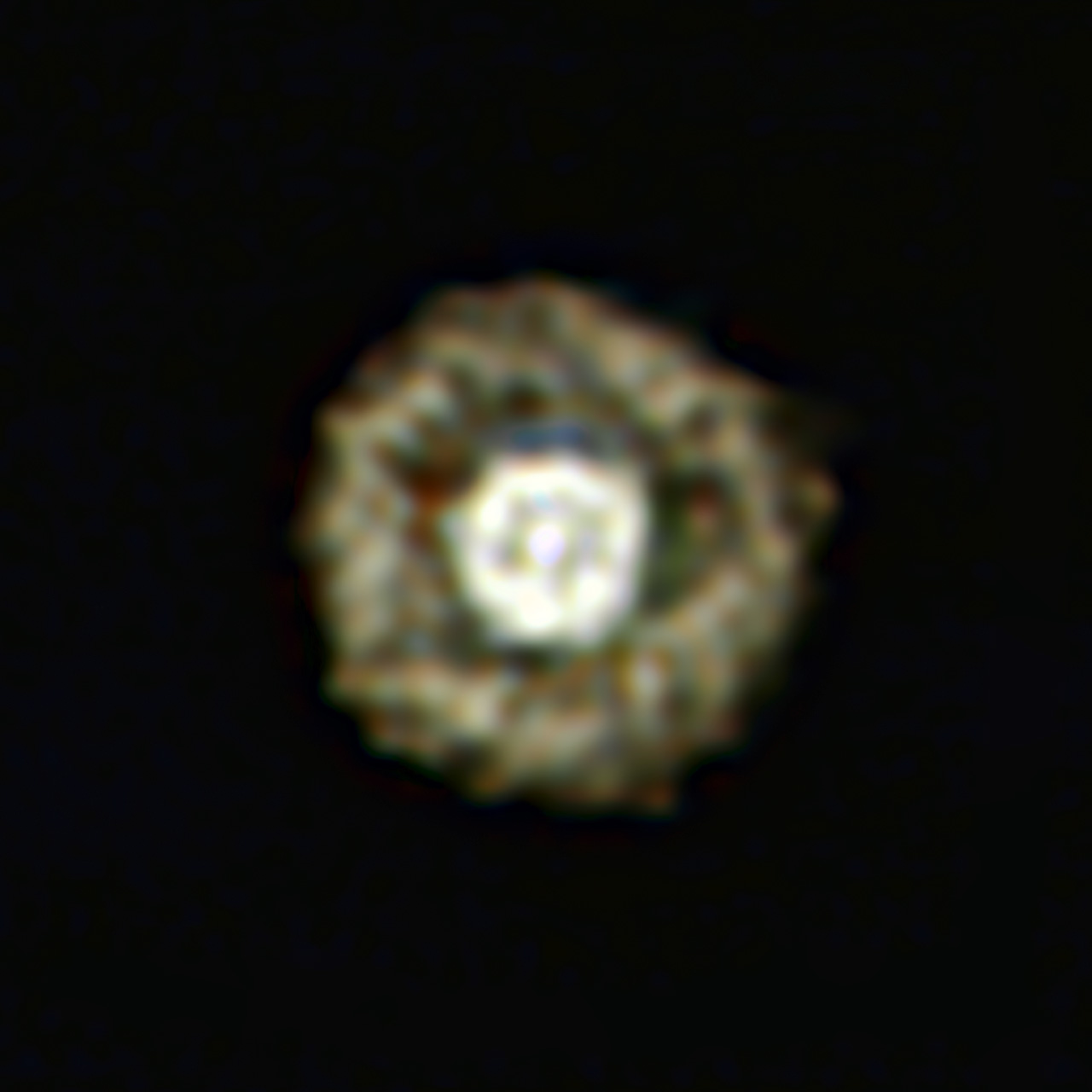
Esta imagen de la nebulosa que rodea a una rara estrella hipergigante amarilla llamada IRAS 17163-3907 es la mejor que se haya obtenido de una estrella de esta clase y muestra por primera vez una enorme doble capa de polvo que rodea a la hipergigante central. La estrella y sus capas se asemejan a una clara de huevo alrededor de una yema, lo que llevó a los astrónomos a apodar el objeto como la Nebulosa del Huevo Frito.

Una hipergigante amarilla es un tipo de estrella muy rara al hallarse en una fase muy temprana de su evolución, y existen dos tipos: las que están evolucionando de la secuencia principal a la fase de supergigante roja (como sucede con HD 33579 en la Gran Nube de Magallanes) y las que son consideradas como los núcleos de exestrellas supergigantes rojas, las cuales están evolucionando desde dicha fase a la de variable azul luminosa, o bien estrella Wolf-Rayet, o incluso presupernova (como sucede con Rho Cassiopeiae, IRC+10420, o HR 8752), en este caso sufriendo una gran pérdida de masa.

## Evolución
Estas estrellas se hallan en una región del Diagrama H-R conocida como el Vacío Evolutivo Amarillo (Yellow Evolutionary Void en inglés) en la que muestran cierta inestabilidad, que —al menos en el caso de las que están evolucionando desde la fase de supergigante roja— se traduce en variaciones de su luminosidad aparente y de su temperatura superficial, aunque la luminosidad del astro se mantenga más o menos constante, así como en erupciones periódicas en las cuales pierden cierta cantidad de materia. Su evolución posterior es seguir perdiendo materia para convertirse en variables luminosas azules de baja masa y de ahí en estrellas Wolf-Rayet para acabar estallando como supernovas, pero también es factible que se conviertan en supernovas siendo aún hipergigantes amarillas, sin avanzar a esas etapas-.

## Estructura
La estructura de estos astros parece ser un núcleo convectivo rodeado por una zona radiativa, a diferencia de una estrella como el Sol en la cual se da lo contrario. Esto redunda en una atmósfera muy extendida —debido por un lado a su gran tamaño y su gran producción energética, y por otro a los fuertes campos magnéticos que poseen, así como por los fuertes vientos solares que poseen—; en algunos casos, como IRC+10420, esta atmósfera llega a formar una auténtica pseudofotosfera alrededor del astro —que se piensa que puede estar ocultando una estrella en realidad de elevada temperatura superficial—, y en algunos casos se encuentran rodeadas por discos de gas y polvo, lo que permitiría incluso la posible existencia de planetas alrededor de ellas.

## Ejemplos
Además de las ya mencionadas Rho Cassiopeiae, HR 8752 e IRC+10420, otros ejemplos de esta clase de estrellas son V382 Carinae, IRAS 17163-3907 y también HD 179821, aunque la naturaleza de este último astro no está en absoluto clara.